# Vivir sin permiso
Vivir sin permiso is een Spaanse televisieserie, die geproduceerd werd voor de Spaanse zender Telecinco. De serie speelt zich af in aan de Galicische kust, in het westen ('El Oeste') van Spanje. Het eerste seizoen telt dertien afleveringen, het tweede tien. De serie is ook te zien op Netflix.

## Verhaal
Nemo Bandeira is een man die rijk geworden is van de drugshandel. Hij heeft een groot bedrijf OpenSea dat in financieel zwaar weer zit, maar hij kan dat verdoezelen. In het begin van de serie krijgt hij te horen dat hij aan alzheimer lijdt, wat hij aanvankelijk voor zijn vrouw Chon en hun twee kinderen Nina en Carlos geheimhoudt. Hij beslist wel om zijn bedrijf te gaan doorgeven aan een opvolger, een van zijn kinderen. Dat is zeer tegen de zin is van aangenomen zoon Mario Mendoza, die is opgegroeid bij de familie nadat zijn vader overleed en die al jaren als advocaat in het bedrijf werkt. Uit een eerdere relatie heeft Nemo ook nog een dochter Lara, die niets van hem wil weten.
Terwijl de alzheimer steeds harder toeslaat, vechten de Bandeira's om hun controle over de regio te behouden. Ze krijgen daarbij af te rekenen met een verbeten politiecommissaris (Adolfo Monterroso), een concurrent in de drugshandel (El Tigre en zijn handlanger Freddy), acuut geldgebrek door het verlieslatende bedrijf en de komst van familie Arteago uit Mexico.

## Rolverdeling
| Acteur          | Personage                         |
| --------------- | --------------------------------- |
| José Coronado   | Nemesio Nemo Bandeira             |
| Álex González   | Mario Mendoza                     |
| Claudia Traisac | Lara Balarés                      |
| Giulia Charm    | Nina Bandeira                     |
| Àlex Monner     | Carlos Bandeira                   |
| Pilar Castro    | Asunción Chon Moliner de Bandeira |
| Luis Zahera     | Antonio Yáñez Ferreiro (Ferro)    |
| Unax Ugalde     | Marcos Hevia/Malcolm Sousa        |
| Ledicia Sola    | Elisa Carballo                    |
| Ricardo Gómez   | Alejandro Lamas                   |
| Leonor Watling  | Berta Moliner de Arteaga          |
| Patrick Criado  | Daniel Arteaga Moliner            |
| Édgar Vittorino | Freddy                            |
| Daniel Currás   | Tigre                             |
| María Guinea    | Jonge Ada                         |
| Javier Abad     | Jonge Nemo                        |